# Dừa cạn (màu)
 #C3CDE6 

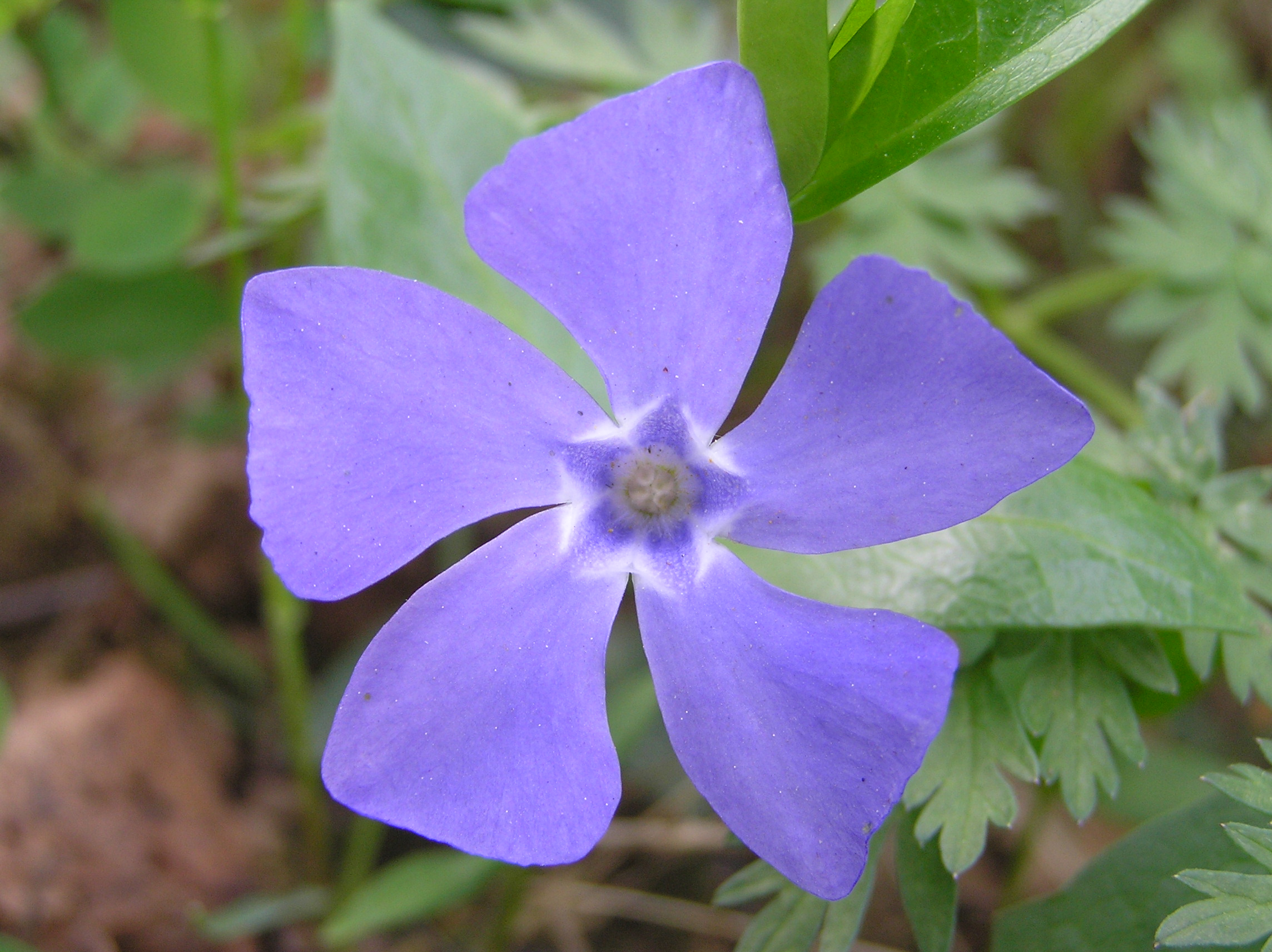
Dừa cạn (màu)

Màu dừa cạn (periwinkle) là màu chưa bão hòa trong nhóm màu xanh lam - tím. Tên gọi của nó có xuất xứ từ cây dừa cạn hay sim thân thảo (họ Apocynaceae  giống Vinca minor) có hoa có màu giống như vậy.

## Tọa độ màu
```
Số Hex
 =  #C3CDE6

RGB
   (r, g, b)      = (195, 205, 230)

CMYK
  (c, m, y, k)   = (15, 11, 0, 10)

HSV
 (h, s, v) =  (223, 15, 90)
```